# Wanha Satama
El Wanha Satama (que en Finés quiere decir: "puerto viejo") es un centro de exposiciones en Helsinki, la capital del país europeo de Finlandia. Wanha Satama se encuentra en Katajanokka, un distrito marítimo justo al este del centro de la ciudad. En Katajanokka, que se encuentra muy cerca de la playa y cerca de la terminal de Viking Line. El edificio Wanha Satama es una vieja estructura de ladrillo, que data del siglo XIX. Fue renovado como un centro de exposiciones en la década de 1990.